# كريسيدا (قمر)
بالإنكليزية Cressida قمر طبيعي داخلي لأورانوس. اكتشف من الصور التي التقطها فوياجر 2 في 9 كانون الثاني 1986 والتعيين المؤقت له S/1986 U 3. واسمه مستمد من مسرحية ويليام شكسبير ترويلوس وكريسيدا كما يعرف باسم بأورانوس التاسع.
ينتمي كريسيدا إلى مجموعة أقمار بورتشيا والتي تتكون من 27 قمرا، والتي تتضمن أيضا جولييت وبيانكا وديسديمونا وبورشيا وروزاليند وكيوبيد وبليندا وبرديتا ولهذه الأقمار نفس الخصائص المدارية.
يظهر في صور فوياجر 2 يظهر ككائن ممدود، ويتجه محوره الرئيسي نحو أورانوس. سطحه رمادي اللون
قد يصطدم كريسيدا مع ديسديمونا في غضون السنوات المقبلة 100 مليون.